# Zuma (album)
Zuma – album Neila Younga nagrany wraz z zespołem Crazy Horse w 1975 roku.
Nazwa album pochodzi od plaży Zuma Beach w Malibu, w Kalifornii. Zuma jest pierwszą płytą wydaną po tzw. Ditch Trilogy (na którą składały się albumy: Time Fades Away, Tonight’s the Night i On the Beach). Jest to album o dużo pozytywniejszej (od Ditch Trilogy) atmosferze, nastrojem i stylem przypomina drugą płytę Younga (pierwszą z Crazy Horse) Everybody Knows This Is Nowhere. Piosenki są kombinacją akustycznej muzyki countryrockowej z cięższym, bardziej "elektrycznym" hardrockowym graniem. Podobnie jak na wcześniejszych albumach, Younga wspomagają muzycy Crazy Horse z Frankiem Sampedo (gitara), zastępującym zmarłego tragicznie Danny’ego Whittena.

## Utwory
Wszystkie kompozycje na płycie są autorstwa Neila Younga.

### Strona A
| 1. | "Don’t Cry No Tears" | 2:34  |
|    |                      |       |
| 2. | "Danger Bird"        | 6:54  |
|    |                      |       |
| 3. | "Pardon My Heart"    | 3:49  |
|    |                      |       |
| 4. | "Lookin' for a Love" | 3:17  |
|    |                      |       |
| 5. | "Barstool Blues"     | 3:02  |
|    |                      |       |
|    |                      | 19:36 |
|    |                      |       |

### Strona B
| 1. | "Stupid Girl"       | 3:13  |
|    |                     |       |
| 2. | "Drive Back"        | 3:32  |
|    |                     |       |
| 3. | "Cortez the Killer" | 7:29  |
|    |                     |       |
| 4. | "Through My Sails"  | 2:41  |
|    |                     |       |
|    |                     | 16:55 |
|    |                     |       |

## Muzycy
Neil Young wraz z Crazy Horse:
- Neil Young: gitara i śpiew
- Frank Sampedro: gitara rytmiczna
- Billy Talbot: gitara basowa i śpiew
- Ralph Molina: perkusja i śpiew

poza utworami:
- "Pardon My Heart":
  - Neil Young: śpiew i pozostałe instrumenty wyłączywszy gitarę basową
  - Tim Drummond: gitara basowa
  - Billy Talbot: śpiew
  - Ralph Molina: śpiew

- "Through My Sails":
  - David Crosby: śpiew
  - Stephen Stills: gitara basowa śpiew
  - Graham Nash: śpiew
  - Neil Young: gitara i śpiew
  - Russ Kunkel: konga